# Quernheim
Quernheim község Németországban, Alsó-Szászországban, a Diepholzi járásban. Lakosainak száma 510 fő (2023. december 31.).

## Földrajza
Quernheim Hüde és Marl községekkel határos.